# هاکوب آنتونیان
هاکوب س. آنتونیان (ارمنی: Հակոբ Ս. Անտոնյան؛  زادهٔ ۲۱ ژانویهٔ ۱۸۸۷ - درگذشته ۴ دسامبر ۱۹۶۷) نویسنده، شاعر، مترجم، روزنامه‌نگاری نظر اهل ارمنستان بود.

## زندگی‌نامه
وی در ۲۱ ژانویهٔ ۱۸۸۷ در کنستانتینوپل به دنیا آمد و در کالج رابرت فارغ‌التحصیل گشت.  وی در ۴ دسامبر ۱۹۶۷ در سن ۸۰ سالگی در نیویورک سیتی درگذشت.